# Орден Хреста Свободи
Орден Хреста Свободи (фін. Vapaudenristin ritarikunta) — найвища державна нагорода Фінляндії, один з трьох найстаріших офіційних орденів, поряд з Орденом Білої троянди та Орденом Лева Фінляндії. Нагорода включає в себе 9 хрестів та 7 медалей. Великий Магістр ордена — Головнокомандувач Збройними Силами Фінляндії. Перше нагородження відбулося 30 квітня 1918.

## Історія, зовнішній вигляд нагороди та статут
Орден Хреста Свободи засновано 4 березня 1918 у м. Вааса Сенатом Фінляндії за ініціативою Карла Густава Маннергейма під час Громадянської війни у Фінляндії. Зовнішній вигляд нагороди був розроблений у 1918 відомим фінським художником та геральдистом Акселі Галлен-Каллела. Перші ордени, після затвердження Маннергеймом ескізів, були замовлені 15 квітня 1918. Нагородження відбувалося з 1918 по 28 січня 1919, далі з 8 грудня 1939 та по даний час. Своє друге народження орден відзначив 8 грудня 1939 на початку Зимової війни 1939—1940. 18 серпня 1944 уряд Фінляндії ухвалив рішення перевести Орден Хреста Свободи в розряд постійних офіційних нагород. Вручення орденів закінчилося у 1960 і почалося знову в 1990-і роки. Існувала спеціальна нагорода до Ордена Хреста Свободи — Хрест Маннергейма.
Емаль на хрестах біла, свастика золота. У центрі, навколо троянди, розташовані вінок та дві руки з мечами, причому меч, той, що зліва (прямий) символізує Європу, а той, що праворуч — Азію. У центрі сходження променів знаходилася геральдична троянда — один з елементів національного герба країни.

### Статут

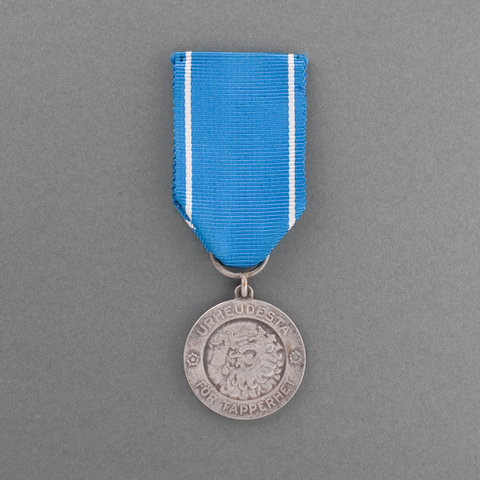
Медаль Свободи І-го класу (для військових)

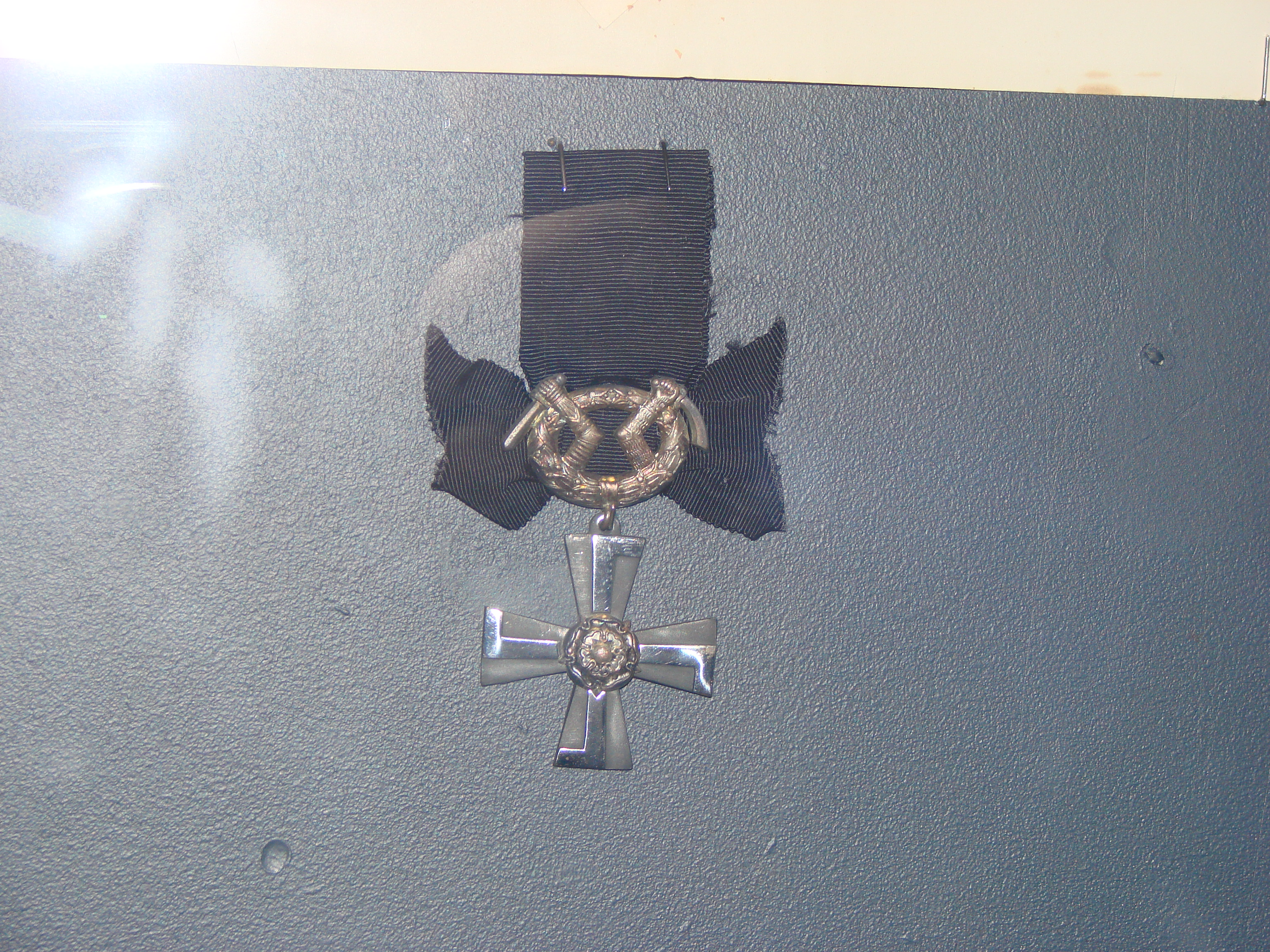
Жалобний хрест

Нагороджувалися військовослужбовці та цивільні особи, незважаючи на національну приналежність, що воювали на боці фінського уряду. Нагорода охоплює 9 хрестів та 7 медалей. Має п'ять основних класів: Великий Хрест, класи з І по IV та п'ятьох медалей:
- Великий хрест Ордена Хреста Свободи (VR SR)
- Хрест Свободи І-го класу із зіркою (VR 1)
- Хрест Свободи II-го класу (VR 2)
- Хрест Свободи III-го класу (VR 3)
- Хрест Свободи IV-го класу (VR 4)
- Медаль Свободи І-го класу (VM 1)
- Медаль Свободи II-го класу (VM 2)
- Медаль За заслуги І-го класу (VR Am 1)
- Медаль За заслуги II-го класу (VR Am 2)
- Жалобний хрест (VR sururisti). Вручається найближчому родичу солдата загиблого в бою
- Медаль жалоби (VM surumitali). Вручається найближчому родичу людини загиблої під час виконання обов'язків у військовій промисловості або національної оборони

## Нагороджені Орденом Хреста Свободи
Всього з 1918 по 2006 відбулося близько 603 500 нагороджень Орденами Хреста Свободи та Медалями Свободи. Великим Хрестом Хреста Свободи (VR SR) було нагороджено близько 40 осіб.
Нагороджені Великим Хрестом Хреста Свободи:
- Карл Густав Маннергейм (30 квітня 1918 з мечами; 20 березня 1940 з мечами і дорогоцінним камінням)
- Пер Евінд Свінгувуд (30 квітня 1918)
- Вільгельм II Гогенцоллерн (30 червня 1918 з мечами і дорогоцінним камінням)
- Пауль фон Гінденбург (липень 1918)
- Еріх Людендорф (липень 1918)
- Георг фон Гертлінг (листопад 1918)
- Аксель Ерік Хейнрісі (6 липня 1940 з мечами)
- Рісто Рюті (6 липня 1940 з мечами)
- Карл Рудольф Вальден (6 липня 1940 з мечами)
- Іон Антонеску (січень 1942 з мечами)
- Вільгельм Кейтель (25 березня 1942 з мечами)
- Еріх Редер (25 березня 1942 з мечами)
- Вальтер фон Браухіч (19 липня 1942 з мечами)
- Генріх Гіммлер (30 липня 1942 з мечами)
- Вільхо Ненонен (6 березня 1943 з мечами)
- Едуард Дітль (20 січня 1944 з мечами)
- Карл Деніц (11 квітня 1944 з мечами)
- Ярл Лундквіст (8 січня 1945 з мечами)
- Väinö Valve (8 січня 1945 з мечами)
- Lennart Oesch (2 лютого 1945 з мечами)
- Aarne Sihvo (30 травня 1953 з мечами)
- Kaarlo Heiskanen (4 червня 1959 з мечами)
- Lauri Sutela (6 грудня 1983 з мечами)
- Adolf Ehrnrooth (6 грудня 1989 з мечами)
- Jaakko Valtanen (4 червня 1994 з мечами)
- Jan Klenberg (4 червня 2007 з мечами)
- Gustav Hägglund (4 червня 2009 з мечами)
- Juhani Kaskeala (4 червня 2010  з мечами)
- Мауно Койвісто (також Хрест Свободи II класу)

Нагороджені іншими класами Хреста Свободи та Медалями Свободи:
- Рюдігер фон дер Гольц (1918)
- Артур Ціммерман, 1918
- Einar Lundborg (Хрест Свободи III класу з мечами та IV класу з мечами)
- Сімо Гяюгя (Хрест Свободи III та IV класу; Медаль Свободи 1-го і 2-го класу)
- Вальтер Новотни (Хрест Свободи I класу)
- Jorma Sarvanto (Хрест Свободи II класу з мечами та III класу з мечами)
- Karl Maria Demelhuber (Хрест Свободи I класу, 1943)
- Wolfgang von Hessen (Хрест Свободи III класу з мечами та IV класу з мечами)
- Ейно Ілмарі Юутілайнен (Хрест Свободи III з мечами і дубовими листями та IV класу з дубовими листями; Медаль Свободи 2-го класу)
- Рудольф фон Ріббентроп (1 жовтня 1941)